# HD 218619
HD 218619，又名CD-2818099，SAO 191686、HR 8813，是一颗恒星，视星等为5.87，位于銀經24.56，銀緯-67.49，其B1900.0坐标为赤經23h 4m 20.5s，赤緯-28° -67.49′ 51″。